# Olena Sadovnytja
Olena Sadovnytja  (ukrainska: Олена Анатоліївна Садовнича) född 4 november 1967 i Kiev, Ukrainska SSR, Sovjetunionen, är en bågskytt från Ukraina, som tagit silver och brons vid bågskyttetävlingar vid olympiska spelen.